# Шмеллер, Иоганн Андреас
Иога́нн А́ндреас Шме́ллер (нем. Johann Andreas Schmeller; 6 августа 1785, Тиршенройт, Бавария — 27 июля 1852, Мюнхен) — немецкий германист и исследователь баварских диалектов, которому принадлежит заслуга создания четырёхтомного Баварского словаря. Один из первых исследователей диалектов в Германии.

## Биография

### Детство и юность
Предками Шмеллера были обыкновенные крестьяне из Верхнего Пфальца. Его родители — мать Мария Барбара и отец Йозеф Антон Шмеллер — переселились из гризбахского хутора в Тиршенройт в поисках работы. Иоганн родился в 1785 году стал пятым ребёнком в семье Шмеллеров. Когда ему было полтора года, семья решила переехать в более богатую Верхнюю Баварию, на что их наталкивала нужда. По воспоминаниям самого Иоганна Шмеллера, на корабле его семья доплыла до Регенсбурга, откуда они могли направится в Венгрию, однако по желанию матери вся семья продолжила двигаться на юг, остановилась в Риннберге (Рорбах на Ильме). Здесь юный Иоганн Шмеллер провёл своё детство.
Иоганн посещал деревенскую школу в Пёрнбахе, которая располагалась за четыре километра от его дома. Его школьный учитель, видя в мальчике талант, прилагал все усилия, чтобы направить его в школу при Бенедиктинском монастыре Шейерна. Позже Шмеллер учился в Ингольштадте, затем перешёл в мюнхенскую гимназию имени Вильгельма V, которую он закончил в 1801 году, продолжив учиться в мюнхенском лицее.
Вдохновлённый идеями эпохи Просвещения и французской революции, в 1804 году Шмеллер направился в Швейцарию к Иоганну Генриху Песталоцци для изучения педагогики, однако Песталоцции так и не смог найти ему подходящего дела. Тогда Шмеллер поступил в испанскую армию и проработал ассистентом в военном училище Мадрида до 1809 года. В 1809 он основал собственную школу в Базеле, которую в 1813 закрыли. Иоганн Шмеллер вернулся в Баварию и служил в должности старшего лейтенанта в егерском батальоне баварской армии.

### Диалектологические исследования
В 1815 году Шмеллер предпринял первую попытку описать грамматику баварского диалекта, и уже в 1821 появился первый том его фонетического алфавита и грамматический справочник. Это было началом его активной деятельности как исследователя, и первые труды впоследствии заложили основу немецкой диалектологической науки. В 1824 Баварская академия наук объявила его чрезвычайным членом академии, а в 1829 — порядочным. В 1827-1836 при поддержке кронпринца Людвига Шмеллер создаёт четырёхтомный Баварский словарь — первый и один из самых фундаментальных трудов в истории немецкой диалектологии, на который опирались последующие исследователи и составители диалектологических словарей немецкого языка.
В 1826 году Шмеллер читает лекции в Мюнхенском университете, становится почётным доктором и впоследствии профессором. В 1829 году его назначают смотрителем придворной и государственной библиотеки, в которой он сумел собрать и инвентаризировать 27 тысяч рукописей, найденных в монастырях и при дворе. В пользу работы в Государственной баварской библиотеке он отказался от профессуры на отделении славистики Мюнхенского университета, однако в 1846 приглашение на кафедру древненемецкого языка и литературы принял.

### Смерть
Иоганн Андреас Шмеллер умер 27 августа 1852 года от холеры. Его могила находится на старом южном кладбище Изарфорштадта в Мюнхене. На надгробной плите высечены слова «Dr. Johannes Andreas SCHMELLER — Sprachforscher». Под плитой лежит открытая книга. Символично, что надгробие его отца, который некоторое время работал корзинщиком в Тиршенройте, увенчивает плетёная корзина — напоминание о его простой профессии.

## Память
Память о научной деятельности Шмеллера сложно преувеличить. Самый большой его труд — Баварский словарь, — который был создан на основе долгих и кропотливых исследований, был положен в основу более поздних редакций современного Баварского словаря Мюнхена и венской редакции Баварского словаря Австрии, постоянно расширяющихся и дополняющихся новыми словами. Помимо исследований, проводимых в Баварии с начала XX века, словарь Шмеллера стал образцом для составителей других диалектологических словарей во многих землях Германии. Труд Шмеллера под названием «Диалекты Баварии» стал одним из первых, системно описывающих грамматику диалекта. Помимо данных крупных работ Шмеллер издал множество книг, переводов и редакций мюнхенских рукописей, преимущественно относящихся к древневерхненемецкой литературе.
Шмеллер проявлял интерес не только к баварскому диалекту и немецкому языку, но и изучал другие живые и мёртвые языки: древнеанглийский, древнефризский, древнескандинавский, готский, древнегреческий, латынь, старославянский, персидский, еврейский, шведский, датский, английский, нидерландский, французский, итальянский, португальский, испанский, новогреческий, польский, русский, чешский, венгерский и санскрит. В конце жизни также посещал лекции по китайскому языку.
Бюст Шмеллера можно найти в мюнхенском Зале славы и в его родном Тиршенройте. В честь учёного названы естественнонаучная и лингвистическая школа в Наббурге, реальная школа Исманинга и главные школы Тиршенройта и Шейерна.